# Juan Martín de Pueyrredón

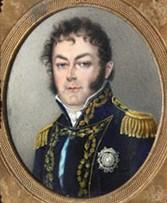
Juan Martín de Pueyrredón. Porträt von Rafael Domingo del Villar, 1832

Juan Martín de Pueyrredón (* 18. Dezember 1776 in Buenos Aires; † 13. März 1850 ebenda) war ein argentinischer General und Politiker.

## Leben
Juan Martín de Pueyrredón studierte in Paris und kehrte 1806 kurz vor der ersten englischen Invasion in sein Heimatland zurück. Er war einer der Anführer des Widerstands gegen die englischen Invasoren an der Spitze eines Husaren-Regiments und war maßgeblich an der britischen Übergabe am 12. August 1806 beteiligt. Als Auszeichnung für seine Verdienste wurde er zum Gesandten am spanischen Hof in Madrid ernannt. 1809 kehrte er nach Argentinien zurück und wurde 1810 zum Gouverneur von Córdoba ernannt. 
Von 1811 bis März 1812 war er als General Oberbefehlshaber der Armee von Hoch-Peru, sein Nachfolger war General Manuel Belgrano. 
1812 wurde er gemeinsam mit Feliciano Antonio Chiclana und Manuel de Sarratea Altoguirre Mitglied des Ersten Triumvirats. Er war vom 3. Mai 1816 bis zum 9. Juli 1819 als Director Supremo der Vereinigten Provinzen des Río de la Plata, der Provincias Unidas del Río de la Plata, Staatsoberhaupt Argentiniens. In dieser Funktion war er maßgeblich an der Befreiungsexpedition von San Martín beteiligt. 
Nach seinem Rücktritt, infolge von oppositionellen Unruhen, lebte er zunächst im Exil in Montevideo. Von 1835 bis 1849 lebte er mit seiner Familie in Europa. Er starb im Ruhestand auf seiner Estancia in San Isidro. Pueyrredón war verheiratet und hatte einen Sohn.